# الخطبة القاصعة
الخطبة القاصعة أطول خطبة في نهج البلاغة تتمحور حول مجموعة من القضايا الأخلاقية والتربوية وذم التكبّر الذي يُعد المحور الأساسي للخطبة، هذه الخطبة اشار إلى ما أثاره الناكثون والقاسطون والمارقون من حروب وتأجيج الشارع. سميت بالقاصعة، «لأنها تتضمن تحقير إبليس واتباعه وتصغيرهم، من قولهم قصعت الرجل إذا امتهنته وحقرته، وغلام مقصوع، أي قمئ لا يشب ولا يزداد»

## الأسباب
ذكر في أسباب هذه الخطبة ، أن علي بن أبي طالب ألقى هذه الخطبة جراء تردي أوضاع الكوفة وانتشار النزاعات بين قبائلها ، حيث كان يشب القتال والمعارك بين القبائل لأبسط خلاف بين أفرادها و«أن الرجل يخرج من منازل قبيلته فيمرّ بمنازل قبيلة أخرى فيقع به أدنى مكروه فيستعدي قبيلته، وينادى باسمها نداء عاليا يقصد به الفتنه وإثارة الشرّ فيتّألب عليه فتيان القبيلة الّتي قد مرّ بها ينادون ( باسم قبيلتهم) فيضربونه فيمرّ إلى قبيلته ويستصرخ بها وتسّل بينهم السيوف وتثور الفتنة».

## مضمونها
- نبذ العصبية [4]
- التأكيد على التواضع [5]
- اتخاذ العصبية المحمودة بديلا عن العصبية المذمومة[6]

## الخطبة
مقتطف من مطلع خطبة علي بن أبي طالب:
الْحَمْدُ لِلَّهِ الَّذِي لَبِسَ الْعِزَّ وَالْكِبْرِيَاءَ وَاخْتَارَهُمَا لِنَفْسِهِ دُونَ خَلْقِهِ وَجَعَلَهُمَا حِمًى وَحَرَماً عَلَى غَيْرِهِ وَاصْطَفَاهُمَا لِجَلَالِهِ .
وَجَعَلَ اللَّعْنَةَ عَلَى مَنْ نَازَعَهُ فِيهِمَا مِنْ عِبَادِهِ ثُمَّ اخْتَبَرَ بِذَلِكَ مَلَائِكَتَهُ الْمُقَرَّبِينَ لِيَمِيزَ الْمُتَوَاضِعِينَ مِنْهُمْ مِنَ الْمُسْتَكْبِرِينَ فَقَالَ سُبْحَانَهُ وَهُوَ الْعَالِمُ بِمُضْمَرَاتِ الْقُلُوبِ وَمَحْجُوبَاتِ الْغُيُوبِ إِنِّي خالِقٌ بَشَراً مِنْ طِينٍ فَإِذا سَوَّيْتُهُ وَنَفَخْتُ فِيهِ مِنْ رُوحِي فَقَعُوا لَهُ ساجِدِينَ فَسَجَدَ الْمَلائِكَةُ كُلُّهُمْ أَجْمَعُونَ إِلَّا إِبْلِيسَ اعْتَرَضَتْهُ الْحَمِيَّةُ فَافْتَخَرَ عَلَى آدَمَ بِخَلْقِهِ وَتَعَصَّبَ عَلَيْهِ لِأَصْلِهِ فَعَدُوُّ اللَّهِ إِمَامُ الْمُتَعَصِّبِينَ وَسَلَفُ الْمُسْتَكْبِرِينَ الَّذِي وَضَعَ أَسَاسَ الْعَصَبِيَّةِ وَنَازَعَ اللَّهَ رِدَاءَ الْجَبْرِيَّةِ وَادَّرَعَ لِبَاسَ التَّعَزُّزِ وَخَلَعَ قِنَاعَ التَّذَلُّلِ أَ لَا تَرَوْنَ كَيْفَ صَغَّرَهُ اللَّهُ بِتَكَبُّرِهِ وَوَضَعَهُ بِتَرَفُّعِهِ فَجَعَلَهُ فِي الدُّنْيَا مَدْحُوراً وَأَعَدَّ لَهُ فِي الْآخِرَةِ سَعِيراً .
وَلَوْ أَرَادَ اللَّهُ أَنْ يَخْلُقَ آدَمَ مِنْ نُورٍ يَخْطَفُ الْأَبْصَارَ ضِيَاؤُهُ وَيَبْهَرُ الْعُقُولَ رُوَاؤُهُ وَطِيبٍ يَأْخُذُ الْأَنْفَاسَ عَرْفُهُ لَفَعَلَ وَلَوْ فَعَلَ لَظَلَّتْ لَهُ الْأَعْنَاقُ خَاضِعَةً وَلَخَفَّتِ الْبَلْوَى فِيهِ عَلَى الْمَلَائِكَةِ وَلَكِنَّ اللَّهَ سُبْحَانَهُ يَبْتَلِي خَلْقَهُ بِبَعْضِ مَا يَجْهَلُونَ أَصْلَهُ تَمْيِيزاً بِالِاخْتِبَارِ لَهُمْ وَنَفْياً لِلِاسْتِكْبَارِ عَنْهُمْ وَإِبْعَاداً لِلْخُيَلَاءِ مِنْهُمْ .
فَاعْتَبِرُوا بِمَا كَانَ مِنْ فِعْلِ اللَّهِ بِإِبْلِيسَ إِذْ أَحْبَطَ عَمَلَهُ الطَّوِيلَ وَجَهْدَهُ الْجَهِيدَ وَكَانَ قَدْ عَبَدَ اللَّهَ سِتَّةَ آلَافِ سَنَةٍ لَا يُدْرَى أَ مِنْ سِنِي الدُّنْيَا أَمْ مِنْ سِنِي الْآخِرَةِ عَنْ كِبْرِ سَاعَةٍ وَاحِدَةٍ فَمَنْ ذَا بَعْدَ إِبْلِيسَ يَسْلَمُ عَلَى اللَّهِ بِمِثْلِ مَعْصِيَتِهِ كَلَّا مَا كَانَ اللَّهُ سُبْحَانَهُ لِيُدْخِلَ الْجَنَّةَ بَشَراً بِأَمْرٍ أَخْرَجَ بِهِ مِنْهَا مَلَكاً إِنَّ حُكْمَهُ فِي أَهْلِ السَّمَاءِ وَأَهْلِ الْأَرْضِ لَوَاحِدٌ وَمَا بَيْنَ اللَّهِ وَبَيْنَ أَحَدٍ مِنْ خَلْقِهِ هَوَادَةٌ فِي إِبَاحَةِ حِمًى حَرَّمَهُ عَلَى الْعَالَمِينَ ..